# Софийская вторая летопись
Софийская вторая летопись (CIIЛ, С2Л) — русская летопись первой половины XVI века, один из важнейших летописных сводов времени Русского государства. Текст отражает большое количество летописных памятников предшествующего времени, составлявшихся при дворе московских митрополитов или светских правителей. В составе Софийской второй летописи сохранились некоторые произведения русской литературы XV века, в частности сочинения Родиона Кожуха, Афанасия Никитина и другие.
Первая редакция начала XVI века хранится в Российском государственном архиве древних актов, вторая середины XVI века — в Государственном историческом музее. Впервые опубликована в начале XIX века и включена в Полное собрание русских летописей (т. 6, 1853). Существует мнение, что Софийская вторая летопись — производная от Львовской летописи, с которой обнаруживает заметное сходство.

## Издание
- Софийская вторая летопись // ПСРЛ. — СПб.: Изд. Археогр. комиссии, 1853. — Т. 6. — С. 119—276. — 358 с.